# Тер Стеген, Марк-Андре
Марк-Андре́ тер Сте́ген (нем. Marc-André ter Stegen, немецкое произношение: [ˌmaʁk ʔanˈdʁeː teːɐ̯ ˈsteːɡn̩] слушатьо файле; родился 30 апреля 1992, Мёнхенгладбах) — немецкий футболист, вратарь испанского клуба «Барселона» и сборной Германии.

## Клубная карьера

### «Боруссия» (Мёнхенгладбах)

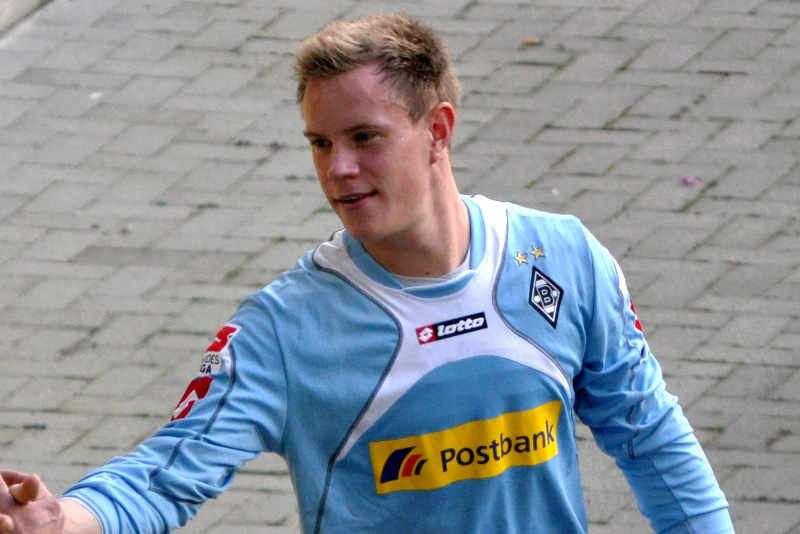
Тер Стеген в составе «Боруссии»

В возрасте четырёх лет пришёл в школу местной «Боруссии», в которой занимался всё детство и юношество и из которой выпустился в 2010 году.
В начале 2010 года вызывался во вторую команду «Боруссии», где дебютировал 9 апреля в гостевом поединке 28 тура региональной лиги «Запад» против «Ворматии (Вормс)», который закончился победой со счётом 3:2.
Сезон 2010/11 тер Стеген начал первым номером во второй команде, после новогоднего перерыва стал привлекаться к основной команде. У «Боруссии» была проблема с вратарями, Логан Бейи и Кристофер Хаймерот много ошибались, из-за чего Люсьен Фавре, новый главный тренер «Боруссии», решил доверить место в воротах Марку-Андре. 10 апреля 2011 года он дебютировал в Бундеслиге в поединке 29-го тура против «Кёльна», который закончился крупной победой со счётом 5:1. После этого матча тер Стеген прочно занял место в рамке ворот.

### «Барселона»

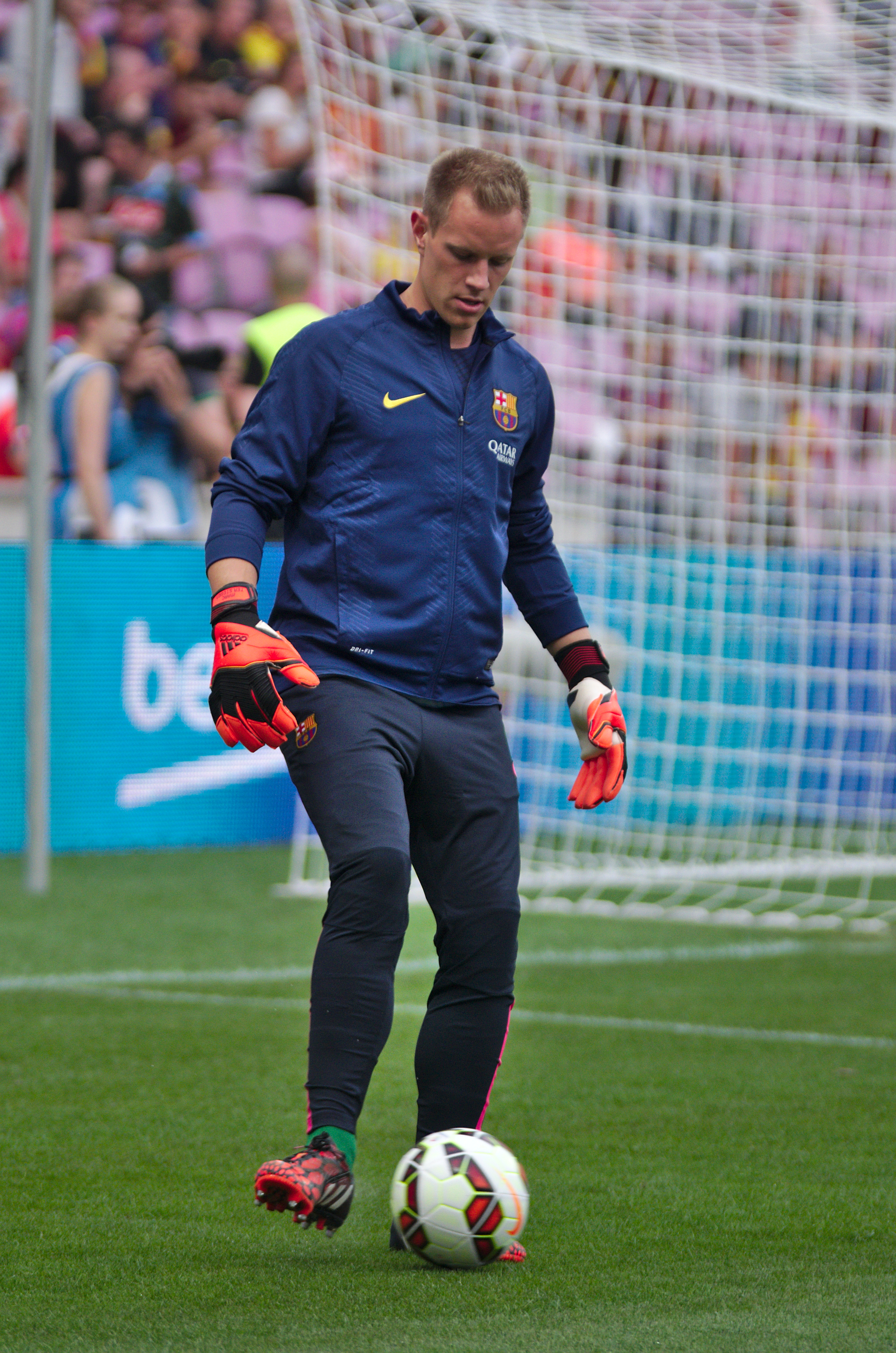
Марк-Андре тер Стеген в составе «Барселоны»

22 мая 2014 года тер Стеген перешёл в испанскую «Барселону», чтобы заменить ушедшего из клуба Виктора Вальдеса. Сумма трансфера составила 12 млн евро, контракт был подписан на пять лет, с прописанной суммой отступных — 80 млн евро. Дебют в составе нового клуба состоялся 19 июля в товарищеской встрече против испанского «Рекреативо». Немецкий вратарь вышел на поле на 46-й минуте игры, заменив Жорди Масипа. Перед началом сезона получил травму спины и вынужден был пропустить первые матчи чемпионата, поэтому место в воротах занял чилиец Клаудио Браво. В дальнейшем по решению главного тренера команды Луиса Энрике в матчах Примеры основным голкипером команды стал именно Браво, а тер Стеген занял место в воротах в кубковых встречах.
17 сентября в первом матче группового этапа Лиги чемпионов против АПОЭЛа (1:0) состоялся дебют тер Стегена в официальных играх за «Барселону», он вышел на поле с первых минут. Дебют в Кубке Испании состоялся 4 декабря 2014 года во время выездного матча с клубом «Уэска» (4:0). 6 июня 2015 года тер Стеген вышел в стартовом составе в финальном матче против «Ювентуса» и стал победителем турнира (3:1).
После перехода Клаудио Браво в «Манчестер Сити» в августе 2016 года тер Стеген стал основным вратарём «Барселоны».
После окончания сезона 2019/20 было объявлено, что тер Стеген перенёс операцию на колене, из-за которой он пропустил более двух месяцев на восстановление. 20 октября продлил контракт с «Барселоной» до 30 июня 2025 года, с пунктом о возможном выкупе контракта за 500 миллионов евро. 24 ноября тер Стеген достиг результата в 100 «сухих» матчей в составе «Барселоны» после гостевого матча группового этапа Лиги чемпионов против киевского «Динамо» (4:0). 6 января 2021 года в матче против «Атлетико Бильбао» сыграл свой 250-й матч в составе «Барселоны», что сделало его пятым вратарём по количеству матчей в истории клуба.
В сезоне 2022/23 тер Стеген помог клубу выиграть чемпионат, также он впервые выиграл трофей Саморы за наименьший показатель пропущенных мячей (18 мячей в 38 матчах).
Перед сезоном 2024/25 тер Стеген стал капитаном «Барселоны» после ухода из неё Сержи Роберто. 22 сентября 2024 года в матче против «Вильярреала» (5:1) получил травму колена и пропустил около 8 игровых месяцев. Впервые в сезоне вышел на поле 3 мая 2025 года в матче против «Вальядолида» (2:1).

## Карьера в сборной
Тер Стеген дебютировал за сборную Германии 26 мая 2012 года в товарищеском матче против сборной Швейцарии. Однако в поединке 20-летний вратарь пропустил 5 мячей, которые привели к поражению «бундестим» со счётом 5:3.
Был включён в заявку сборной Германии на Чемпионат Европы 2016, однако все матчи провёл на скамейке запасных. Дебют тер Стегена за сборную в официальных матчах состоялся 11 ноября 2016 года в игре против сборной Сан-Марино, закончившейся со счётом 8:0 в пользу немцев.

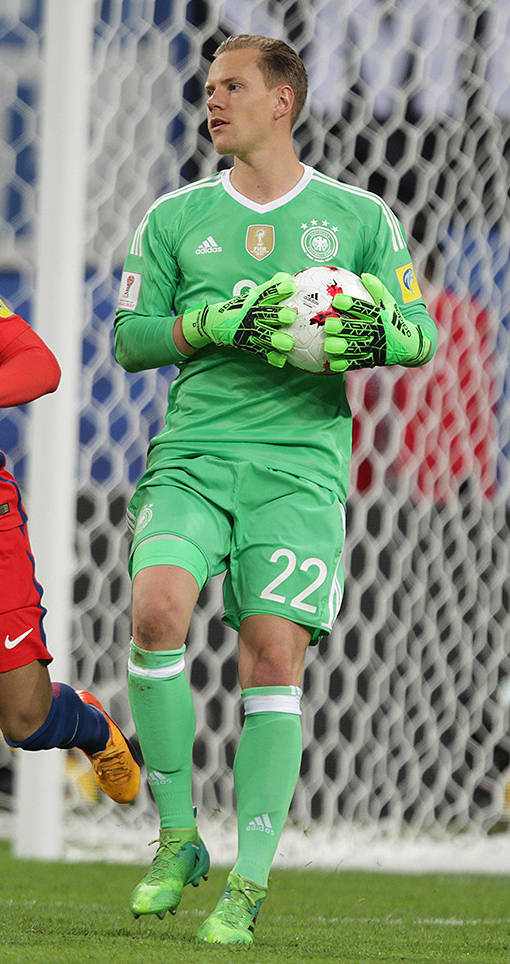
Тер Стеген в составе сборной Германии

Первым крупным турниром для тер Стегена стал Кубок Конфедераций 2017. В первом матче против сборной Австралии он был запасным и появился на поле только во второй игре против Чили. Футболист пропустил гол от Алексиса Санчеса, однако немцам удалось избежать поражения (1:1). В последующих матчах турнира тер Стеген был основным. Благодаря уверенной игре голкипера в финале немцы смогли одолеть Чили (1:0) и стали победителями турнира. Позже тер Стеген был признан лучшим игроком того матча.
Был включён в заявку сборной на чемпионат мира 2018 года, однако на самом турнире не сыграл ни одного матча, уступив место Мануэлю Нойеру. На чемпионате «бундестим» выступила неудачно: проиграв сборной Мексики (0:1) и Южной Кореи (0:2), немцы впервые в своей истории не смогли выйти из группы.
В сентябре 2019 года тер Стеген выразил недовольство небольшим количеством своего игрового времени в сборной, а также тем, что основным вратарём национальной команды неизменно остаётся Мануэль Нойер. По сообщениям СМИ, между тер Стегеном и Нойером даже произошёл словесный конфликт. Однако позже Нойер опроверг информацию о конфликте, заявив, что у него и тер Стегена «прекрасные отношения» и они общаются «как партнёры по команде, а не как конкуренты».
В мае 2021 года тер Стеген принял решение отказаться от участия на чемпионате Европы
2020 года, чтобы уделить больше времени своему здоровью и реабилитации после старых травм.
Был включён в заявку сборной на чемпионат мира 2022 и чемпионат Европы 2024, однако оба турнира провёл на скамейке запасных. После завершения Нойером карьеры в сборной в августе 2024 года стал её основным вратарём.

## Личная жизнь
Тер Стеген имеет голландское происхождение по отцу. 15 мая 2017 года он женился на своей давней подруге Даниэле Йеле в Ситжесе, недалеко от Барселоны. 28 декабря 2019 года у пары родился сын Бен. 1 февраля 2024 года у них родился второй сын, которого назвали Томом. 6 марта 2025 года тер Стеген объявил о разводе с супругой.

## Статистика выступлений

### Клубная
| Клуб             | Сезон            | Лига | Лига | Лига          | Кубки | Кубки | Кубки         | Еврокубки | Еврокубки | Еврокубки     | Прочие | Прочие | Прочие        | Итого | Итого | Итого         |
| Клуб             | Сезон            | Игры | Голы | Матчи на ноль | Игры  | Голы  | Матчи на ноль | Игры      | Голы      | Матчи на ноль | Игры   | Голы   | Матчи на ноль | Игры  | Голы  | Матчи на ноль |
| ---------------- | ---------------- | ---- | ---- | ------------- | ----- | ----- | ------------- | --------- | --------- | ------------- | ------ | ------ | ------------- | ----- | ----- | ------------- |
| Боруссия М       | 2010/11          | 6    | -3   | 3             | 0     | 0     | 0             | -         | -         | -             | 2      | -1     | 1             | 8     | -4    | 4             |
| Боруссия М       | 2011/12          | 34   | -24  | 15            | 5     | -2    | 3             | -         | -         | -             | -      | -      | -             | 39    | -26   | 18            |
| Боруссия М       | 2012/13          | 34   | -47  | 9             | 2     | -1    | 1             | 9         | -15       | 3             | -      | -      | -             | 45    | -63   | 13            |
| Боруссия М       | 2013/14          | 34   | -43  | 9             | 1     | 0     | 1             | -         | -         | -             | -      | -      | -             | 35    | -43   | 10            |
| Боруссия М       | Итого            | 108  | -117 | 36            | 8     | -3    | 5             | 9         | -15       | 3             | 2      | -1     | 1             | 127   | -136  | 45            |
| Барселона        | 2014/15          | 0    | 0    | 0             | 8     | -5    | 4             | 13        | -11       | 6             | -      | -      | -             | 21    | -16   | 10            |
| Барселона        | 2015/16          | 7    | -7   | 3             | 7     | -4    | 3             | 10        | -8        | 3             | 2      | -8     | 0             | 26    | -27   | 9             |
| Барселона        | 2016/17          | 36   | -33  | 13            | 1     | -2    | 0             | 9         | -12       | 4             | 0      | 0      | 0             | 46    | -47   | 17            |
| Барселона        | 2017/18          | 37   | -28  | 19            | 0     | 0     | 0             | 9         | -6        | 5             | 2      | -5     | 0             | 48    | -39   | 24            |
| Барселона        | 2018/19          | 35   | -32  | 16            | 2     | -1    | 1             | 11        | -9        | 6             | 1      | -1     | 0             | 49    | -43   | 23            |
| Барселона        | 2019/20          | 36   | -36  | 14            | 2     | -1    | 1             | 8         | -13       | 2             | 0      | 0      | 0             | 46    | -50   | 17            |
| Барселона        | 2020/21          | 31   | -32  | 11            | 4     | -5    | 2             | 5         | -9        | 1             | 2      | -4     | 0             | 42    | -50   | 14            |
| Барселона        | 2021/22          | 35   | -34  | 11            | 1     | -3    | 0             | 12        | -17       | 4             | 1      | -3     | 0             | 49    | -57   | 15            |
| Барселона        | 2022/23          | 38   | -18  | 26            | 3     | -4    | 2             | 7         | -14       | 0             | 2      | -3     | 0             | 50    | -39   | 28            |
| Барселона        | 2023/24          | 28   | -27  | 15            | 0     | 0     | 0             | 8         | -10       | 2             | 0      | 0      | 0             | 36    | -37   | 17            |
| Барселона        | 2024/25          | 8    | -9   | 1             | 0     | 0     | 0             | 1         | -2        | 0             | 0      | 0      | 0             | 9     | -11   | 1             |
|                  | Итого            | 291  | -256 | 129           | 28    | -25   | 13            | 93        | -111      | 33            | 10     | -24    | 0             | 422   | -416  | 175           |
| Всего за карьеру | Всего за карьеру | 399  | -373 | 165           | 36    | -28   | 18            | 102       | -126      | 36            | 12     | -25    | 1             | 549   | -552  | 220           |

1. ↑  Кубок Германии, Кубок Испании
2. ↑  Лига чемпионов УЕФА, Лига Европы УЕФА
3. ↑  Переходные матчи в Бундеслиге, Суперкубок Испании, Суперкубок УЕФА, Клубный чемпионат мира

### Выступления за сборную
| Сборная          | Год              | Отборочные матчи ЧМ | Отборочные матчи ЧМ | Финальные матчи ЧМ | Финальные матчи ЧМ | Отборочные матчи ЧЕ | Отборочные матчи ЧЕ | Лига наций УЕФА | Лига наций УЕФА | Финальные матчи ЧЕ | Финальные матчи ЧЕ | Кубок конфедераций | Кубок конфедераций | Товарищеские матчи | Товарищеские матчи | Итого | Итого |
| Сборная          | Год              | Игры                | Голы                | Игры               | Голы               | Игры                | Голы                | Игры            | Голы            | Игры               | Голы               | Игры               | Голы               | Игры               | Голы               | Игры  | Голы  |
| ---------------- | ---------------- | ------------------- | ------------------- | ------------------ | ------------------ | ------------------- | ------------------- | --------------- | --------------- | ------------------ | ------------------ | ------------------ | ------------------ | ------------------ | ------------------ | ----- | ----- |
| Германия         | 2012             | -                   | -                   | -                  | -                  | -                   | -                   | -               | -               | -                  | -                  | -                  | -                  | 2                  | -8                 | 2     | -8    |
| Германия         | 2013             | -                   | -                   | -                  | -                  | -                   | -                   | -               | -               | -                  | -                  | -                  | -                  | 1                  | -4                 | 1     | -4    |
| Германия         | 2014             | -                   | -                   | -                  | -                  | -                   | -                   | -               | -               | -                  | -                  | -                  | -                  | 1                  | 0                  | 1     | 0     |
| Германия         | 2015             | -                   | -                   | -                  | -                  | -                   | -                   | -               | -               | -                  | -                  | -                  | -                  | 0                  | 0                  | 0     | 0     |
| Германия         | 2016             | 1                   | 0                   | -                  | -                  | -                   | -                   | -               | -               | 0                  | 0                  | -                  | -                  | 3                  | -2                 | 4     | -2    |
| Германия         | 2017             | 4                   | -2                  | -                  | -                  | -                   | -                   | -               | -               | -                  | -                  | 4                  | -3                 | 2                  | 0                  | 10    | -5    |
| Германия         | 2018             | -                   | -                   | 0                  | 0                  | -                   | -                   | -               | -               | -                  | -                  | -                  | -                  | 3                  | -3                 | 3     | -3    |
| Германия         | 2019             | -                   | -                   | -                  | -                  | 1                   | -1                  | -               | -               | -                  | -                  | -                  | -                  | 2                  | -2                 | 3     | -3    |
| Германия         | 2020             | -                   | -                   | -                  | -                  | -                   | -                   | -               | -               | -                  | -                  | -                  | -                  | 0                  | 0                  | 0     | 0     |
| Германия         | 2021             | 3                   | -4                  | -                  | -                  | -                   | -                   | -               | -               | -                  | -                  | -                  | -                  | 0                  | 0                  | 3     | -4    |
| Германия         | 2022             | -                   | -                   | 0                  | 0                  | -                   | -                   | 2               | -4              | -                  | -                  | -                  | -                  | 1                  | 0                  | 3     | -4    |
| Всего за карьеру | Всего за карьеру | 8                   | -6                  | 0                  | 0                  | 1                   | -1                  | 2               | -4              | 0                  | 0                  | 4                  | -3                 | 15                 | -19                | 30    | -33   |

### Матчи и голы за сборную
| Матчи и голы тер Стегена за сборную Германии | Матчи и голы тер Стегена за сборную Германии | Матчи и голы тер Стегена за сборную Германии | Матчи и голы тер Стегена за сборную Германии | Матчи и голы тер Стегена за сборную Германии | Матчи и голы тер Стегена за сборную Германии |
| №                                            | Дата                                         | Оппонент                                     | Счёт                                         | Пр. Голы                                     | Соревнование                                 |
| -------------------------------------------- | -------------------------------------------- | -------------------------------------------- | -------------------------------------------- | -------------------------------------------- | -------------------------------------------- |
| 1                                            | 26 мая 2012                                  | Швейцария                                    | 3:5                                          | -5                                           | Товарищеский матч                            |
| 2                                            | 15 августа 2012                              | Аргентина                                    | 1:3                                          | -3                                           | Товарищеский матч                            |
| 3                                            | 2 июля 2013                                  | США                                          | 3:4                                          | -4                                           | Товарищеский матч                            |
| 4                                            | 13 мая 2014                                  | Польша                                       | 0:0                                          |                                              | Товарищеский матч                            |
| 5                                            | 29 марта 2016                                | Италия                                       | 4:1                                          | -1                                           | Товарищеский матч                            |
| 6                                            | 29 мая 2016                                  | Словакия                                     | 1:3                                          | -1                                           | Товарищеский матч                            |
| 7                                            | 31 августа 2016                              | Финляндия                                    | 2:0                                          |                                              | Товарищеский матч                            |
| 8                                            | 11 ноября 2016                               | Сан-Марино                                   | 8:0                                          |                                              | Отборочные матчи ЧМ-2018                     |
| 9                                            | 22 марта 2017                                | Англия                                       | 1:0                                          |                                              | Товарищеский матч                            |
| 10                                           | 10 июня 2017                                 | Сан-Марино                                   | 7:0                                          |                                              | Отборочные матчи ЧМ-2018                     |
| 11                                           | 22 июня 2017                                 | Чили                                         | 1:1                                          | -1                                           | Кубок конфедераций 2017                      |
| 12                                           | 25 июня 2017                                 | Камерун                                      | 3:1                                          | -1                                           | Кубок конфедераций 2017                      |
| 13                                           | 29 июня 2017                                 | Мексика                                      | 4:1                                          | -1                                           | Кубок конфедераций 2017                      |
| 14                                           | 2 июля 2017                                  | Чили                                         | 1:0                                          |                                              | Кубок конфедераций 2017                      |
| 15                                           | 1 сентября 2017                              | Чехия                                        | 2:1                                          | -1                                           | Отборочные матчи ЧМ-2018                     |
| 16                                           | 4 сентября 2017                              | Норвегия                                     | 6:0                                          |                                              | Отборочные матчи ЧМ-2018                     |
| 17                                           | 5 октября 2017                               | Северная Ирландия                            | 3:1                                          | -1                                           | Отборочные матчи ЧМ-2018                     |
| 18                                           | 10 ноября 2017                               | Англия                                       | 0:0                                          |                                              | Товарищеский матч                            |
| 19                                           | 23 марта 2018                                | Испания                                      | 1:1                                          | -1                                           | Товарищеский матч                            |
| 20                                           | 8 июня 2018                                  | Саудовская Аравия                            | 2:1                                          | -1                                           | Товарищеский матч                            |
| 21                                           | 9 сентября 2018                              | Перу                                         | 2:1                                          | -1                                           | Товарищеский матч                            |
| 22                                           | 20 марта 2019                                | Сербия                                       | 1:1                                          |                                              | Товарищеский матч                            |
| 23                                           | 9 октября 2019                               | Аргентина                                    | 2:2                                          | -2                                           | Товарищеский матч                            |
| 24                                           | 19 ноября 2019                               | Северная Ирландия                            | 6:1                                          | -1                                           | Отборочные матчи ЧЕ-2020                     |
| 25                                           | 31 марта 2021                                | Северная Македония                           | 1:2                                          | -2                                           | Отборочные матчи ЧМ-2022                     |
| 26                                           | 8 октября 2021                               | Румыния                                      | 2:1                                          | -1                                           | Отборочные матчи ЧМ-2022                     |
| 27                                           | 14 ноября 2021                               | Армения                                      | 4:1                                          | -1                                           | Отборочные матчи ЧМ-2022                     |
| 28                                           | 26 марта 2022                                | Израиль                                      | 2:0                                          |                                              | Товарищеский матч                            |
| 29                                           | 23 сентября 2022                             | Венгрия                                      | 0:1                                          | -1                                           | Лига наций УЕФА 2022/2023                    |
| 30                                           | 26 сентября 2022                             | Англия                                       | 3:3                                          | -3                                           | Лига наций УЕФА 2022/2023                    |

Итого: 30 матчей / 33 пропущенных гола; 17 побед, 7 ничьих, 6 поражений.

## Достижения

### Командные
«Барселона»
- Чемпион Испании (6): 2014/15, 2015/16, 2017/18, 2018/19, 2022/23, 2024/25
- Обладатель Кубка Испании (6): 2014/15, 2015/16, 2016/17, 2017/18, 2020/21, 2024/25
- Обладатель Суперкубка Испании (3): 2016, 2018, 2023
- Победитель Лиги чемпионов УЕФА: 2014/15
- Обладатель Суперкубка УЕФА: 2015
- Победитель Клубного чемпионата мира: 2015

Сборная Германии (до 17 лет)
- Победитель чемпионата Европы (до 17 лет): 2009

Сборная Германии
- Бронзовый призёр чемпионата Европы: 2016
- Обладатель Кубка конфедераций: 2017

### Личные
- Вошёл в символическую сборную чемпионата Европы (до 17 лет): 2009[источник не указан 628 дней]
- Бронзовая медаль Фрица Вальтера (до 17 лет): 2009[35]
- Золотая медаль Фрица Вальтера (лучший игрок до 19 лет): 2011[36]
- Вратарь сезона в Бундеслиге по версии Kicker: 2011/12[37]
- Вошёл в символическую сборную Лиги чемпионов УЕФА (2): 2014/15[38], 2018/19[39]
- Сейв турнира Лиги чемпионов УЕФА: 2014/15[40]
- Лучший игрок финального матча Кубка конфедераций: 2017[41]
- Вошёл в «Команду года» УЕФА: 2018[42]
- Команда года по версии European Sports Media (3): 2017/18[43], 2018/19[44], 2019/20[45]
- Лучший игрок сезона в Ла Лиге: 2022/23[46]
- Обладатель трофея Саморы, как лучший вратарь Ла Лиги: 2022/23[47]